# Niels Fenger (forfatter)
Niels Fenger (7. oktober 1916 - 1992) var en dansk pelsdyravler og forfatter der virkede fra Grønland.
Han skrev flere populære bøger. Under Narssak-fjældet. Indtryk fra Grønland fra 1954 er angivet som hans første, men herudover blandt andet Solen kommer ikke mere op fra 1970 om Jørgen Brønlund og Knud Rasmussen. Grønlands Aladdin fra 1979 om Knud Rasmussen.
Fenger modtog litteraturlegat fra Statens Kunstfond i 1971 og 1972.

## Udvalgt bibliografi
- Niels Fenger (1971), Palasé. Hans Egede i Grønland, Wøldike, ISBN 87-7233-950-0, OL 18348213M, Wikidata  Q124078680

## Eksterne link
- Niels Fenger på Dansk Forfatterleksikon.
- Niels Fenger (forfatter) på Litteraturpriser.dk

 Der er for få eller ingen kildehenvisninger i denne artikel, hvilket er et problem. Du kan hjælpe ved at angive troværdige kilder til de påstande, som fremføres i artiklen.